# Egypte op de Olympische Zomerspelen 2012
Egypte nam deel aan de Olympische Zomerspelen 2012 in Londen, Verenigd Koninkrijk.

## Medailleoverzicht
| Sport         | Olympiër                    | Onderdeel                      | Medaille |
| ------------- | --------------------------- | ------------------------------ | -------- |
| Gewichtheffen | Tarek Yehia                 | lichtzwaargewicht (-85 kg) (m) | *        |
| Gewichtheffen | Abir Khalil                 | zwaargewicht (-75 kg) (v)      | *        |
| Schermen      | Alaaeldin Abouelkassem      | floret, individueel (m)        | Zilver   |
| Worstelen     | Karam Mohamed Ibrahim Gaber | grieks-romeins, -84 kg (m)     | Zilver   |

* Deze medailles werden in een later stadium alsnog toegewezen.

## Deelnemers en resultaten
(m) = mannen, (v) = vrouwen

### Atletiek
| Olympiër                  | Onderdeel          | Resultaat | Prestatie                                                |
| ------------------------- | ------------------ | --------- | -------------------------------------------------------- |
| Amr Ibrahim Mostafa Seoud | 100m (m)           | 25e       | serie 4: 4de in 10,22                                    |
| Amr Ibrahim Mostafa Seoud | 200m (m)           | 36e       | serie 7: 4de in 20,81                                    |
| Mohamed Hamada            | 800m (m)           | 20e       | serie 5: 1ste in 1.48,05 halve finale 2: 8ste in 1.48,18 |
| Mohamed Fathallah         | verspringen (m)    | 37e       | kwalificatie groep B: 17de met 7,08 m                    |
| Omar Ahmed El Ghazaly     | discuswerpen (m)   | 26e       | kwalificatie groep B: 15de met 60,26 m                   |
| Ihab Abdelrahman El Sayed | speerwerpen (m)    | 29e       | kwalificatie groep A: 16de met 77,35m                    |
| Mostafa Al-Gamel          | kogelslingeren (m) | 30e       | kwalificatie groep A: 13de met 71,36 m                   |
|                           |                    |           |                                                          |
| Noura Elsayed             | 800m (v)           | DNS       | serie 1: niet gestart                                    |

### Badminton
| Olympiër            | Onderdeel     | Resultaat | Prestatie                                                                |
| ------------------- | ------------- | --------- | ------------------------------------------------------------------------ |
| Hadia Hosny El Said | enkelspel (v) | 17e       | groep I: 3de V van FRA Hongyan: 11-21, 9-21 V van IRL Magee: 17-21, 6-21 |

### Boksen
| Olympiër        | Onderdeel | Resultaat | Prestatie                                                                |
| --------------- | --------- | --------- | ------------------------------------------------------------------------ |
| Ramy El-Awadi   | -49kg (m) | 9e        | 1ste ronde: vrij 2de ronde: V van TUR Pehlivan: 6-20                     |
| Hesham Abdelaal | -52kg (m) | 9e        | 1ste ronde: W van KEN Gicharu: 19-16 2de ronde: V van UZB Latipov: 11-21 |
| Mohamed Ramadan | -60kg (m) | 17e       | 1ste ronde: V van KOR Han: 6-11                                          |
| Eslam Mohamed   | -64kg (m) | 17e       | 1ste ronde: V van HUN Katé: 10-16                                        |
| Mohamed Hikal   | -75kg (m) | 17e       | 1ste ronde: V van AZE Migitinov: 12-20                                   |

### Boogschieten
| Olympiër      | Onderdeel       | Resultaat | Prestatie                                                                                             |
| ------------- | --------------- | --------- | --- |
| Ahmed El-Nemr | individueel (m) | 17e       | plaatsingsronde: 57ste met 644 punten 1ste ronde: W van CAN Duenas: 6-2 2de ronde: V van TPE Kuo: 2-6 |
|               |                 |           | |
| Nada Kamel    | individueel (v) | 33e       | plaatsingsronde: 56ste met 611 punten 1ste ronde: V van RUS Perova: 0-6                               |

### Gewichtheffen
| Olympiër          | Onderdeel   | Resultaat | Prestatie                                                      |
| ----------------- | ----------- | --------- | -------------------------------------------------------------- |
| Ahmed Saad        | -62kg (m) * | 9e        | trekken: 8de met 130 kg stoten: 9de met 162 kg totaal: 292 kg  |
| Mohamed Abdelbaki | -69kg (m) * | 10e       | trekken: 6de met 145 kg stoten: 11de met 171 kg totaal: 316 kg |
| Ibrahim Ramadan   | -77kg (m) * | 5e        | trekken: 5de met 155 kg stoten: 3de met 192 kg totaal: 347 kg  |
| Ragab Abdelhay    | -85kg (m) * | 6e        | trekken: 8ste met 165 kg stoten: 5de met 207 kg totaal: 372 kg |
| Tarek Yehia       | -85kg (m) * | 4e        | trekken: 8ste met 165 kg stoten: 2de met 210 kg totaal: 375 kg |
|                   |             |           |                                                                |
| Esmat Mansour     | -69kg (v) * | 9e        | trekken: 9de met 105 kg stoten: 9de met 130 kg totaal: 235 kg  |
| Abir Khalil       | -75kg (v) * | 5e        | trekken: 5de met 118 kg stoten: 5de met 140 kg totaal: 258 kg  |
| Nahla Ramadan     | +75kg (v) * | 5e        | trekken: 6de met 122 kg stoten: 5de met 155 kg totaal: 277 kg  |

* Betreft de resultaten van voor latere diskwalificaties. Zie ook medailleoverzicht.

### Gymnastiek
| Olympiër             | Onderdeel                 | Resultaat            | Prestatie |
| Ritmische gymnastiek | Ritmische gymnastiek      | Ritmische gymnastiek | Ritmische gymnastiek |
| -------------------- | ------------------------- | -------------------- | --- |
| Yasmine Rostom       | individueel (v)           | 23e                  | kwalificatie: 96,250 punten hoepel: 23,925 punten bal: 23,775 punten knots: 25,050 punten lint: 23,500 punten                                                        |
| Turnen               |                           |                      | |
| Mohamed El Saharty   | meerkamp, individueel (m) | 37e                  | kwalificatie: 82,598 punten vloer: 13,900 punten paard voltige: 12,600 punten ringen: 13,566 punten sprong: 15,466 punten brug: 13,400 punten rekstok: 13,666 punten |
|                      |                           |                      | |
| Sherene El Zeiny     | vloer (v)                 | 82e                  | 11,000 punten |
| Salma El Saeed       | meerkamp individueel (v)  | 41e                  | kwalificatie: 51,665 punten vloer: 12,500 punten sprong: 13,533 punten brug ongelijk: 12,566 punten balk: 13,066 punten                                              |

### Judo
| Olympiër         | Onderdeel  | Resultaat | Prestatie                                                                                   |
| ---------------- | ---------- | --------- | ------------------------------------------------------------------------------------------- |
| Ahmed Awad       | -66kg (m)  | 9e        | 1ste ronde: vrij 2de ronde: W van UAE Al-Derei: waza-ari 3de ronde: V van AZE Karimov: yuko |
| Huessein Hafiz   | -73kg (m)  | 9e        | 1ste ronde: vrij 2de ronde: W van CRC Segura: yuko 3de ronde: V van FRA Legrand: waza-ari   |
| Hesham Mesbah    | -90kg (m)  | 17e       | 1ste ronde: V van KAZ Bolat: ippon                                                          |
| Ramadan Darwish  | -100kg (m) | 17e       | 1ste ronde: V van FRA Fabre: yuko                                                           |
| Islam El Shehaby | +100kg (m) | 17e       | 1ste ronde: V van BLR Makarov: yuko                                                         |

### Kanovaren
| Olympiër        | Onderdeel     | Resultaat | Prestatie                |
| --------------- | ------------- | --------- | ------------------------ |
| Mostafa Mansour | K-1 200m (m)  | 20e       | serie 2: 7de in 40,507   |
| Mostafa Mansour | K-1 1000m (m) | 21e       | serie 2: 7de in 4.09,651 |

### Moderne vijfkamp
| Olympiër       | Onderdeel | Resultaat | Prestatie   |
| -------------- | --------- | --------- | ----------- |
| Amro El Geziry | mannen    | 33e       | 5292 punten |
| Yasser Hefny   | mannen    | 28e       | 5440 punten |
|                |           |           |             |
| Aya Medany     | vrouwen   | 16e       | 5136 punten |

### Paardensport
| Olympiër                         | Onderdeel      | Resultaat      | Prestatie                                                                                                   |
| Springconcours                   | Springconcours | Springconcours | Springconcours                                                                                              |
| -------------------------------- | -------------- | -------------- | --- |
| Karim El Zoghby op "Wervel Wind" | individueel    | 51e            | kwalificatie: 1ste ronde: 53ste met 5 strafpunten 2de ronde: 51ste met 5 strafpunten totaal: 10 strafpunten |

### Roeien
| Olympiër                     | Onderdeel              | Resultaat | Prestatie |
| ---------------------------- | ---------------------- | --------- | --- |
| Nour Eldein Mohamed          | skiff (m)              | 20e       | serie 4: 3de in 7.06,17 kwartfinale 3: 6de in 7.23,12 halve finale C/D: 4de in 7.44,53 finale D: 2de in 7.27,19 |
| Omar El Sabahy Mohamed Nofal | lichte dubbel-twee (m) | 20e       | serie 1: 5de in 6.59,57 herkansingen: 6de in 6.57,06 halve finale C/D: 4de in 7.19,29 finale D: 2de in 7.12,79  |
|                              |                        |           | |
| Sara Ashraf Fatma Rashed     | lichte dubbel-twee (v) | 17e       | serie 1: 6de in 7.45,23 herkansingen: 6de in 7.54,01 finale C: 5de in 8.14,17                                   |

### Schermen
| Olympiër                                                     | Onderdeel       | Resultaat | Prestatie |
| ------------------------------------------------------------ | --------------- | --------- | --- |
| Ayman Mohamed Fayez                                          | degen (m)       | 17e       | 1ste ronde: V van VEN Limardo= 13-15 |
| Alaaeldin Abouelkassem                                       | floret (m)      | Zilver    | 1ste ronde: vrij 2de ronde: W van USA Chamley-Watson: 15-10 3de ronde: W van GER Joppich: 15-10 kwartfinale: W van ITA Cassara: 15-10 halve finale: W van KOR Choi: 15-12 finale: V van CHN Lei: 13-15 |
| Tarek Ayad                                                   | floret (m)      | 17e       | 1ste ronde: W van EGY Mostafa: 15-5 2de ronde: V van RUS Tsjeremisinov: 8-15 |
| Anas Mostafa                                                 | floret (m)      | 33e       | 1ste ronde: V van EGY Ayad: 5-15 |
| Alaaeldin Abouelkassem Tarek Ayad Sherif Farrag              | floret team (m) | 9e        | 1ste ronde: V van Groot-Brittannië: 33-45 |
| Mannad Zeid                                                  | sabel (m)       | 33e       | 1ste ronde: V van MAS Kean: 12-15 |
|                                                              |                 |           | |
| Mona Hassanein                                               | degen (v)       | 33e       | 1ste ronde: V van TPE Hsu: 10-15 |
| Eman El Gammal                                               | floret (v)      | 33e       | 1ste ronde: V van VEN Fuenmayor: 9-15 |
| Shaimaa El-Gammal                                            | floret (v)      | 33e       | 1ste ronde: V van LIB Shaito: 6-7 |
| Eman Gaber                                                   | floret (v)      | 17e       | 1ste ronde: vrij 2de ronde: V van FRA Guyart: 2-15 |
| Eman El Gammal Shaimaa El-Gammal Eman Gaber Rana El Husseiny | floret team (v) | 9e        | 1ste ronde: V van Groot-Brittannië: 34-45 |
| Salma Zien                                                   | sabel (v)       | 17e       | 1ste ronde: V van USA Wozniak: 6-15 |

### Schietsport
| Olympiër       | Onderdeel            | Resultaat | Prestatie                                               |
| -------------- | -------------------- | --------- | ------------------------------------------------------- |
| Amgad Hosen    | 10m luchtgeweer (m)  | 29e       | kwalificatie: 29ste met 591 punten (100-98-99-97-98-99) |
| Karim Wagih    | 10m luchtpistool (m) | 38e       | kwalificatie: 38ste met 566 punten (92-92-97-98-95-92)  |
| Mostafa Hamdy  | skeet (m)            | 18e       | kwalificatie: 18de met 117 punten (23-25-22-24-23)      |
| Azmy Mehelba   | skeet (m)            | 36e       | kwalificatie: 36ste met 108 punten (21-19-24-24-20)     |
| Ahmed Zaher    | trap (m)             | 22e       | kwalificatie: 22ste met 117 punten (23-22-23-24-25)     |
|                |                      |           |                                                         |
| Nourhan Amer   | 10m luchtgeweer (v)  | 41e       | kwalificatie: 41ste met 391 punten (97-100-98-96)       |
| Mona El Hawary | skeet (v)            | 17e       | kwalificatie: 17de met 51 punten (14-20-17)             |

### Synchroonzwemmen
| Olympiër | Onderdeel | Resultaat | Prestatie                                                                                   |
| --- | --------- | --------- | ------------------------------------------------------------------------------------------- |
| Shaza Abdelrahman Dalia El-Gebaly                                                                                                  | duet      | 24e       | kwalificatie: 152,100 punten technische routine: 75,700 punten vrije routine: 76,400 punten |
| Reem Abdalazem Shaza Abdelrahman Aya Darwish Nour El Afandi Dalia El-Gebaly Samar Hassounah Youmna Khallaf Mai Mohamed Mariam Omar | team      | 7e        | totaal: 155,960 punten technische routine: 77,600 punten vrije routine: 78,360 punten       |

### Taekwondo
| Olympiër          | Onderdeel | Resultaat | Prestatie                                                                                                 |
| ----------------- | --------- | --------- | --- |
| Tamer Bayoumi     | -58kg (m) | 7e        | 1ste ronde: W van KAZ Mamayev: 1-0 kwartfinale: V van KOR Lee: 10-11 herkansingen: V van THA Karaket: 4-6 |
| Abdelrahman Ahmed | -80kg (m) | 11e       | 1ste ronde: V van NED Mollet: 8-9                                                                         |
|                   |           |           | |
| Hedaya Malak      | -57kg (v) | 7e        | 1ste ronde: W van NZL Cheong: 17-6 kwartfinale: V van FRA Harnois: 6-8                                    |
| Seham El Sawalhy  | -67kg (v) | 11e       | 1ste ronde: V van SWE Johansson: 0-6                                                                      |

### Tafeltennis
| Olympiër                                      | Onderdeel     | Resultaat | Prestatie |
| --------------------------------------------- | ------------- | --------- | --- |
| Omar Assar                                    | enkelspel (m) | 33e       | voorronde: vrij 1ste ronde: W van UKR Zhumedenko: 4-1 (8-11, 11-6, 13-11, 11-9, 14-12) 2de ronde: V van GRE Gionis: 0-4 (5-11, 9-11, 7-11, 9-11)                                                                                                |
| El-sayed Lashin                               | enkelspel (m) | 17e       | voorronde: vrij 1ste ronde: W van SWE Gerell: 4-3 (7-11, 11-4, 11-8, 12-10, 8-11, 8-11, 11-9) 2de ronde: W van CRO Primorac: 4-3 (11-6, 8-11, 12-10, 5-11, 10-12, 11-9, 11-8) 3de ronde: V van JPN Mizutani: 1-4 (4-11, 11-9, 9-11, 5-11, 6-11) |
| Omar Assar El-sayed Lashin Ahmed Saleh        | team (m)      | 9e        | 1ste ronde: V van Oostenrijk: 0-3 |
|                                               |               |           | |
| Nadeen El-Dawlatly                            | enkelspel (v) | 48e       | voorronde: vrij 1ste ronde: V van DEN Skov: 0-4 (9-11, 6-11, 7-11, 9-11) |
| Dina Meshreef                                 | enkelspel (v) | 33e       | voorronde: W van NGR Edem: 4-2 (11-5, 2-11, 11-7, 10-12, 11-6, 11-3) 1ste ronde: W van RUS Noskova: 4-3 (12-10, 8-11, 4-11, 9-11, 14-12, 11-9, 11-9) 2de ronde: V van ROU Samara: 1-4 (11-7, 7-11, 11-13, 6-11, 8-11)                           |
| Nadeen El-Dawlatly Raghad Magdy Dina Meshreef | team (v)      | 9e        | 1ste ronde: V van Nederland: 0-3 |

### Voetbal
| Olympiër | Onderdeel | Resultaat | Prestatie |
| --- | --------- | --------- | --- |
| Olympisch elftal Ahmed Abd Elgaber Mohamed Abo Treka Shehab Ahmed Mahmoud Alaa Eldin Mohamed Bassam Mohamed El Neny Ahmed Elshenawi Omar Gaber Mohamed Salah Hossam Hassan Mohamed Abdalla Ahmed Hegazi Ahmed Fathi Ibrahim Aly Lotfi Ahmed Magdy Marwan Mohsen Emad Moteb Aly Fathy Omar Aly Eslam Ramadan Saadeldin Saad Saleh Saleh Gomaa Mohamed Sobhi Salah Soliman | mannen    | 5e        | groep C: 2de V van Brazilië: 2-3 G van Nieuw-Zeeland: 1-1 W van Wit-Rusland: 3-1 kwartfinale: V van Japan: 0-3 |

| Groep C |               |             |             |             |             |            |            |            |        |
| #       | Land          | Wedstrijden | Wedstrijden | Wedstrijden | Wedstrijden | Doelpunten | Doelpunten | Doelpunten | Punten |
| #       | Land          | G           | W           | G           | V           | V          | T          | Saldo      | Punten |
| 1       | Brazilië      | 3           | 3           | 0           | 0           | 9          | 3          | +6         | 9      |
| 2       | Egypte        | 3           | 1           | 1           | 1           | 6          | 5          | +1         | 4      |
| 3       | Wit-Rusland   | 3           | 1           | 0           | 2           | 3          | 6          | -3         | 3      |
| 4       | Nieuw-Zeeland | 3           | 0           | 1           | 2           | 1          | 5          | -4         | 1      |

| Ronde       | Datum      | Plaats   | Land | Score         | Land |
| ----------- | ---------- | -------- | ---- | ------------- | ---- |
| Groepsfase  |            |          |      |               |      |
| 26 juli     | Cardiff    | Brazilië | 3-2  | Egypte        |      |
| 29 juli     | Manchester | Egypte   | 1-1  | Nieuw-Zeeland |      |
| 1 augustus  | Glasgow    | Egypte   | 3-1  | Wit-Rusland   |      |
| Kwartfinale |            |          |      |               |      |
| 4 augustus  | Manchester | Japan    | 3-0  | Egypte        |      |

### Worstelen
| Olympiër                | Onderdeel   | Resultaat   | Prestatie |
| Vrije stijl             | Vrije stijl | Vrije stijl | Vrije stijl |
| ----------------------- | ----------- | ----------- | --- |
| Ibrahim Farag           | -55kg (m)   | 13e         | kwalificatie: V van GEO Khinchegashvili: 1-3 herkansingen: V van BUL Velikov: 0-3                                                                                |
| Hassan Madani           | -60kg (m)   | 8e          | kwalificatie: vrij 1ste ronde: W van FRA Pais: 3-1 kwartfinale: V van PRK Ri: 1-3                                                                                |
| Abdou Omar              | -66kg (m)   | 18e         | kwalificatie: vrij 1ste ronde: V van ARM Safaryan: 0-5 |
| Saleh Emara             | -96kg (m)   | 19e         | kwalificatie: vrij 1ste ronde: V van GEO Gogshelidze: 0-5 |
| El-Desoki Ismail        | -120kg (m)  | 11e         | kwalificatie: vrij 1ste ronde: V van USA Dlagnev: 1-3 |
|                         |             |             | |
| Rabab Eid               | -55kg (v)   | 16e         | kwalificatie: vrij 1ste ronde: V van UKR Lazareva: 0-5 |
| Grieks-Romeins          |             |             | |
| Mohamed Abu Halima      | -55kg (m)   | 14e         | kwalificatie: V van USA Mango: 0-3 |
| Sayed Abdel Monem       | -60kg (m)   | 11e         | kwalificatie: vrij 1ste ronde: V van GEO Lashkhi: 0-3 herkansingen: V van RUS Kuramagomedov: 0-3                                                                 |
| Ashraf El Gharably      | -66kg (m)   | 10e         | kwalificatie: vrij 1ste ronde: W van ECU Huacon: 3-1 kwartfinale: V van GEO Tskhadaia: 0-3                                                                       |
| Islam Tolba             | -74kg (m)   | 16e         | kwalificatie: V van CRO Zugaj: 0-3 |
| Karam Gaber             | -84kg (m)   | Zilver      | kwalificatie: vrij 1ste ronde: W van CRO Zugaj: 3-1 kwartfinale: W van FRA Noumonvi: 3-1 halve finale: W van POL Janikowski: 3-1 finale: V van RUS Khugayev: 0-3 |
| Mohamed Abdelfatah      | -96kg (m)   | 13e         | kwalificatie: V van BLR Dzeinichenka: 1-3 |
| Abdel Rahman El-Trabely | -120kg (m)  | 12e         | kwalificatie: vrij 1ste ronde: V van CUB Lopez: 0-3 herkansingen: V van GEO Pherselidze: 1-3                                                                     |

### Zeilen
| Olympiër     | Onderdeel | Resultaat | Prestatie                                    |
| ------------ | --------- | --------- | -------------------------------------------- |
| Ahmed Habash | rs:x (m)  | 38e       | 334 punten: (38-38-36-37-34-38-38-38-dnf-37) |

### Zwemmen
| Olympiër      | Onderdeel           | Resultaat | Prestatie             |
| ------------- | ------------------- | --------- | --------------------- |
| Shehab Younis | 50m vrije slag (m)  | 34e       | serie 4: 3de in 23,16 |
| Mazen Metwaly | 10km open water (m) | 24e       | 1:54.33,2             |
|               |                     |           |                       |
| Farida Osman  | 50m vrije slag (v)  | 41e       | serie 6: 6de in 26,34 |

Afghanistan · Albanië · Algerije · Amerikaanse Maagdeneilanden · Amerikaans-Samoa · Andorra · Angola · Antigua en Barbuda · Argentinië · Armenië · Aruba · Australië · Azerbeidzjan · Bahama's · Bahrein · Bangladesh · Barbados · België · Belize · Benin · Bermuda · Bhutan · Bolivia · Bosnië en Herzegovina · Botswana · Brazilië · Britse Maagdeneilanden · Brunei · Bulgarije · Burkina Faso · Burundi · Cambodja · Canada · Centraal-Afrikaanse Republiek · Chili · China · Chinees Taipei · Colombia · Comoren · Congo-Brazzaville · Congo-Kinshasa · Cookeilanden · Costa Rica · Cuba · Cyprus · Denemarken · Djibouti · Dominica · Dominicaanse Republiek · Duitsland · Ecuador · Egypte · El Salvador · Equatoriaal-Guinea · Eritrea · Estland · Ethiopië · Fiji · Filipijnen · Finland · Frankrijk · Gabon · Gambia · Georgië · Ghana · Grenada · Griekenland · Groot-Brittannië · Guam · Guatemala · Guinee · Guinee‑Bissau · Guyana · Haïti · Honduras · Hongarije · Hongkong · Ierland · IJsland · India · Indonesië · Irak · Iran · Israël · Italië · Ivoorkust · Jamaica · Japan · Jemen · Jordanië · Kaaimaneilanden · Kaapverdië · Kameroen · Kazachstan · Kenia · Kirgizië · Kiribati · Koeweit · Kroatië · Laos · Lesotho · Letland · Libanon · Liberia · Libië · Liechtenstein · Litouwen · Luxemburg · Macedonië · Madagaskar · Malawi · Maldiven · Maleisië · Mali · Malta · Marshalleilanden · Marokko · Mauritanië · Mauritius · Mexico · Micronesië · Moldavië · Monaco · Mongolië · Montenegro · Mozambique · Myanmar · Namibië · Nauru · Nederland · Nepal · Nicaragua · Nieuw-Zeeland · Niger · Nigeria · Noord-Korea · Noorwegen · Oeganda · Oekraïne · Oezbekistan · Oman · Oostenrijk · Oost-Timor · Pakistan · Palau · Palestina · Panama · Papoea-Nieuw-Guinea · Paraguay · Peru · Polen · Portugal · Puerto Rico · Qatar · Roemenië · Rusland · Rwanda · Saint Kitts en Nevis · Saint Lucia · Saint Vincent en Grenadines · Salomonseilanden · Samoa · San Marino · Sao Tomé en Principe · Saoedi-Arabië · Senegal · Servië · Seychellen · Sierra Leone · Singapore · Slovenië · Slowakije · Soedan · Somalië · Spanje · Sri Lanka · Suriname · Swaziland · Syrië · Tadzjikistan · Tanzania · Thailand · Togo · Tonga · Trinidad en Tobago · Tsjaad · Tsjechië · Tunesië · Turkije · Turkmenistan · Tuvalu · Uruguay · Vanuatu · Venezuela · Verenigde Arabische Emiraten · Verenigde Staten · Vietnam · Wit-Rusland · Zambia · Zimbabwe · Zuid-Afrika · Zuid-Korea · Zweden · Zwitserland · Onafhankelijke atleten